# Pamjat
Pamjat (ryska: Память, "Minnet"), också kallad National-patriotiska fronten Pamjat, är en rysk ultranationalistisk organisation som identifierar sig själv som "Folkets national-patriotiska ortodoxa kristna rörelse". Rörelsen har anklagats för rasism, främlingsfientlighet och antisemitism.  
Organisationen hävdar att judar och frimurare står bakom en konspiration mot Ryssland, och att detta är den viktigaste orsaken till landets ekonomiska, sociala och ekologiska problem. 

## Historia
I slutet av 1970-talet grundades en "informell, historisk, kulturell utbildningsorganisation" av det historiska förbundet Vitjaz. En rad grupper i organisationen konsoliderade sig senare under namnet Pamjat. 1985 splittrades Pamjat i flera fraktioner, en av dessa leddes av Dmitrij Vasiljev vilken fokuserade på media. Inspelat material från möten och antisemitiska föredrag spreds.
Den 6 maj 1987 anordnade Pamjat en olaglig, uppmärksammad protestmarsch i Moskva, vilken resulterade i ett två timmar långt möte med Boris Jeltsin.
Hösten 1987 bildades Nationalpatriotiska fronten (NPF), med syftet att "leda det ryska folket mot andlig och nationell återfödelse" grundat på de "tre traditionella ryska värdena"; ortodoxi, nationalkaraktär och andlighet. Efter flera splittringar intog fronten en monarkistisk ställning, vilket innebar en brytning med Pamjats ursprungliga national-kommunistiska tendenser (exempelvis uppskattade Pamjat Stalins aktiviteter i efterkrigseran, till exempel hans kampanjer mot "kosmopoliter").
I augusti 1990 bildade Aleksandr Barkasjov (Pamjat-medlem sedan 1985) den nya grupperingen Rysk nationell enighet (Русское Национальное Единство), vilken tog svastikan till sin symbol. 
1991 lanserade Pamjat sin egen tidning och en radiostation. I slutet av 1990-talet försvann Pamjat från den offentliga scenen. Dmitrij Vasiljev avled den 17 juli 2003. Pamjat reaktiverades 2005 och deltog i den nationalistiska Ryska marschen år 2006.